# Glaphyria stellaspina
Glaphyria stellaspina là một loài bướm đêm trong họ Crambidae.